# Chi Đoạn

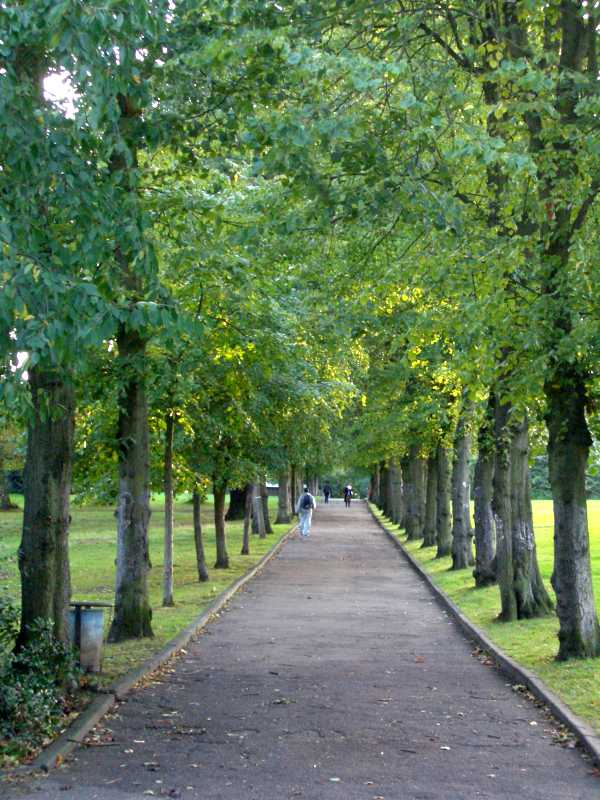
Một đoạn đường trồng cây đoạn tại công viên Alexandra, London.

Chi Đoạn (danh pháp khoa học: Tilia) là một chi của khoảng 30 loài cây thân gỗ, có nguồn gốc chủ yếu tại khu vực ôn đới của Bắc bán cầu, chủ yếu tại châu Á (tại đây có sự đa dạng nhất về loài), châu Âu và miền đông Bắc Mỹ; nhưng không thấy có mặt tại miền tây Bắc Mỹ. Trong hệ thống phân loại Cronquist, chi này được đặt trong họ Đoạn (Tiliaceae), nhưng nghiên cứu gen của nhóm APG đã cho thấy họ này cần hợp nhất với họ Cẩm quỳ (Malvaceae) và hiện nay chi này được xếp trong phân họ Đoạn (Tilioideae) của họ Cẩm quỳ nghĩa rộng.

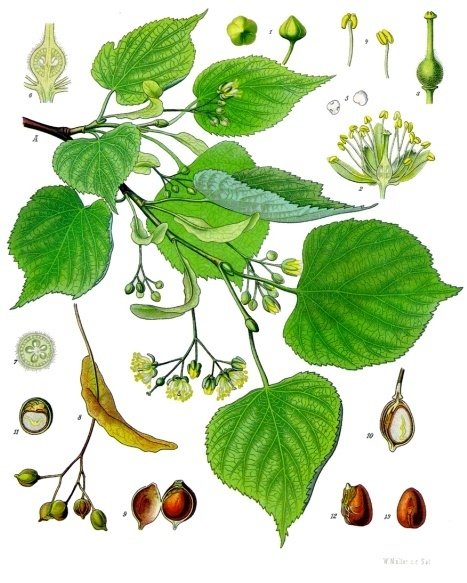
Hình vẽ Tilia cordata

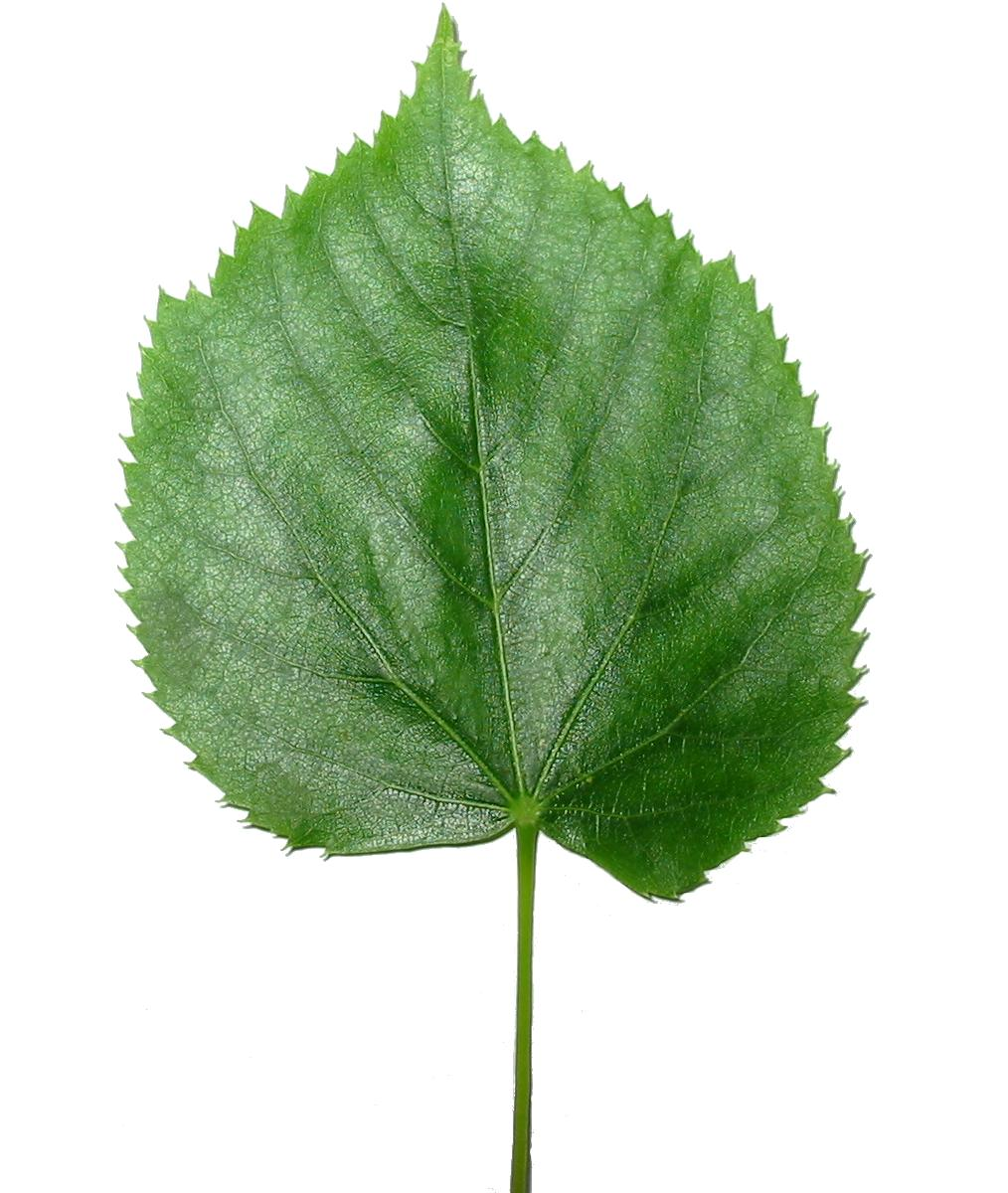
Lá đoạn Tilia spp.

Các loài cây trong chi này nói chung được gọi là đoạn hay gia.

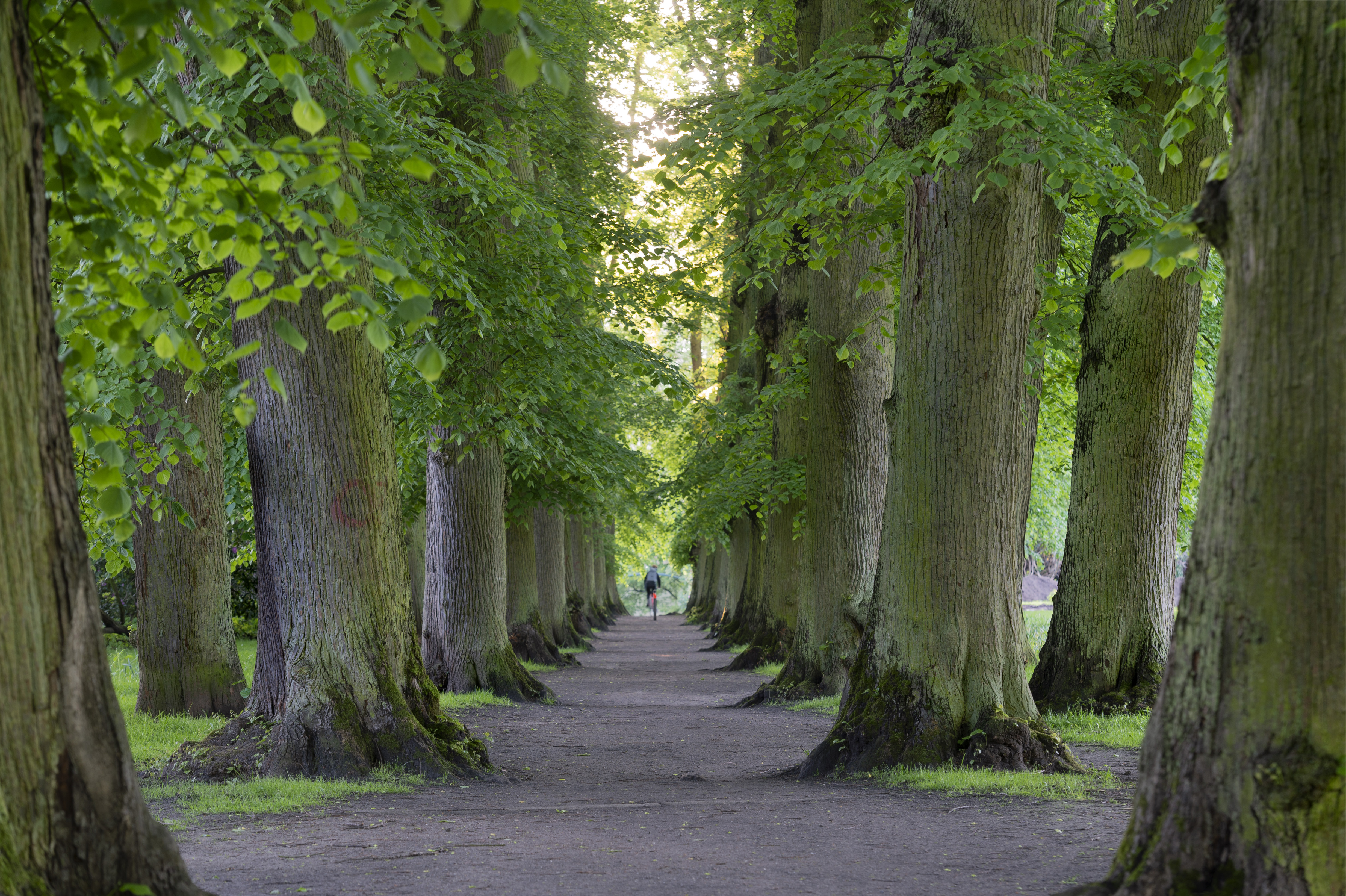
Hàng cây đoạn ở công viên Hirschpark (Hamburg, Đức)

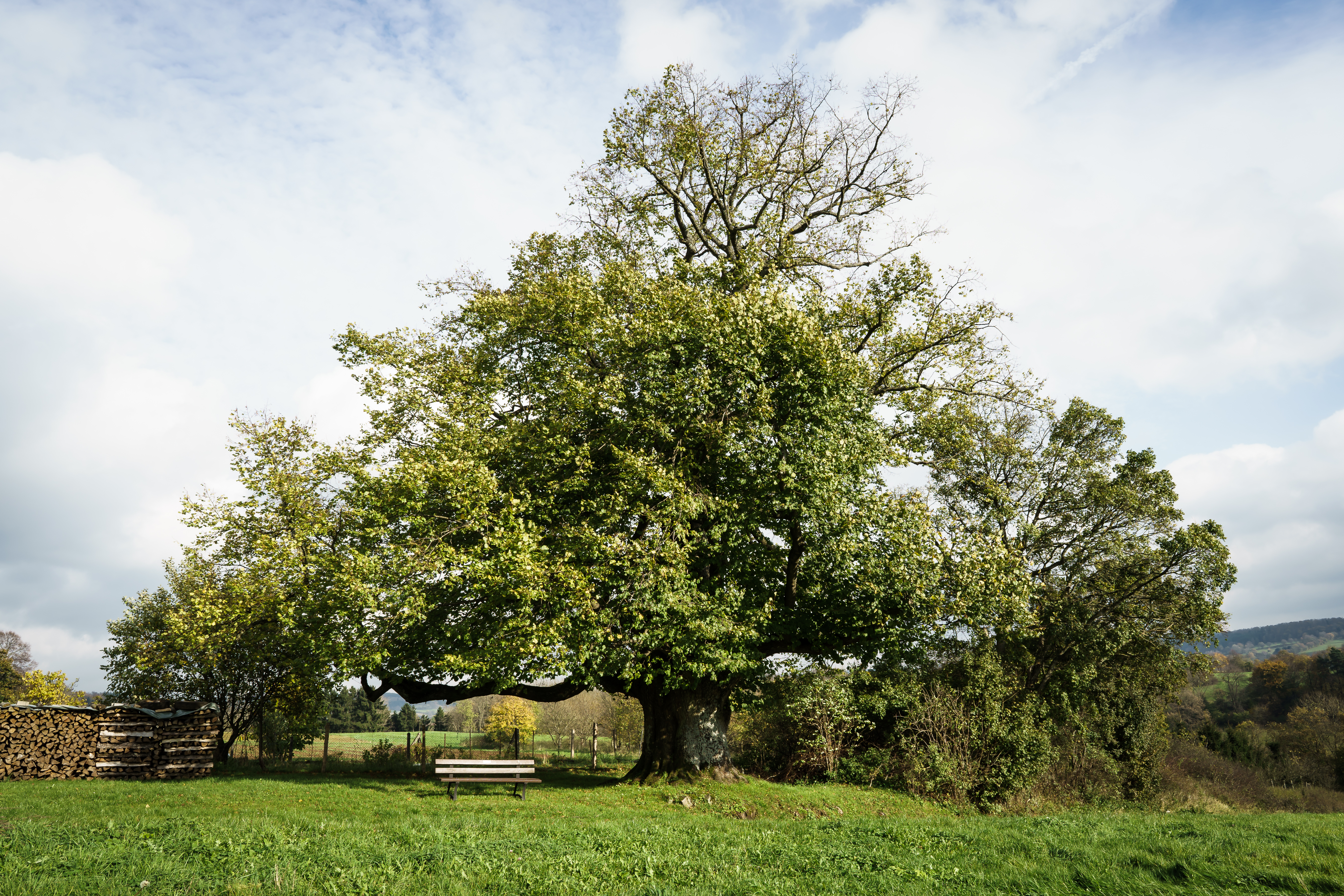
Cây đoạn ở Schotten, Hessen, Đức

Các loài Tilia là các loài cây thân gỗ lớn, lá sớm rụng, cao tới 20-40m, với các lá hình tim xiên, rộng 6–20 cm, và chủ yếu sinh trưởng trong vùng ôn đới. Số lượng chính xác loài hiện không chắc chắn, do nhiều loài rất dễ dàng bị lai ghép, cả trong tự nhiên lẫn được trồng bởi con người. Danh sách dưới đây là các loài được công nhận nhiều nhất

## Các loài
- Tilia americana - đoạn Mỹ
- Tilia amurensis - đoạn Amur
- Tilia begoniifolia
- Tilia caroliniana - đoạn Carolina
- Tilia chinensis
- Tilia chingiana
- Tilia cordata - đoạn lá nhỏ
- Tilia dasystyla
- Tilia henryana - đoạn Henry
- Tilia heterophylla - đoạn trắng
- Tilia insularis
- Tilia intonsa
- Tilia japonica - đoạn Nhật Bản
- Tilia kiusiana
- Tilia mandshurica - đoạn Mãn Châu
- Tilia maximowicziana
- Tilia mexicana
- Tilia miqueliana
- Tilia mongolica - đoạn Mông Cổ
- Tilia nobilis
- Tilia occidentalis - đoạn phương tây
- Tilia oliveri - đoạn Oliver
- Tilia paucicostata
- Tilia platyphyllos - đoạn lá to
- Tilia rubra - đoạn Kavkas
- Tilia tomentosa - đoạn lá bạc
- Tilia tuan

Các giống lai ghép
- Tilia × euchlora (T. dasystyla × T. platyphyllos)
- Tilia × europaea đoạn thông thường (T. cordata × T. platyphyllos)
- Tilia × petiolaris (T. tomentosa × T. ?)
- Tilia 'Flavescens' (T. americana × T. cordata)
- Tilia 'Moltkei' (lai ghép, không rõ nguồn gốc)
- Tilia 'Orbicularis' (lai ghép, không rõ nguồn gốc)
- Tilia 'Spectabilis' (lai ghép, không rõ nguồn gốc)

### Sử dụng
Các loài cây đoạn sản sinh ra các hoa có hương thơm, chứa nhiều mật và là một loại thuốc trong y học. Nó cũng là loài cây quan trọng để nuôi ong nhằm thu mật ong, với mật ong có màu nhạt nhưng nhiều hương vị. Hoa của nó cũng được sử dụng trong một số dạng trà thuốc. T. cordata là loài được ưa chuộng cho các mục đích y học, do có nồng độ cao của các hoạt chất. Nó được coi là có tác dụng tốt đối với hệ thần kinh, được dùng trong y học để điều trị mất ngủ, động kinh và đau đầu. Thông thường, các loài đoạn hoa kép được sử dụng trong sản xuất nước hoa. Các chồi và lá non có thể ăn được. Các loài đoạn bị ấu trùng của một số loài nhậy thuộc bộ Lepidoptera phá hoại - xem Danh sách côn trùng cánh vảy phá các loài đoạn.
Gỗ của các loài đoạn khá mềm và dễ gia công. Người ta cũng kinh doanh gỗ đoạn, cụ thể là tại khu vực Bắc Mỹ với tên gọi basswood. Tên gọi này có nguồn gốc từ phần lõi gỗ dạng sợi bên trong thân cây, được biết đến như là bast (libe) (tiếng Anh cổ). Sợi gỗ thu được từ thân gỗ non của cây. Gỗ của chúng được dùng để làm mô hình cho các công trình xây dựng hay các bản khắc gỗ phức tạp cũng như làm các phần của đàn ghita.
Cây đoạn là biểu trưng quốc gia của Slovakia, Slovenia và Cộng hòa Séc, tại đó nó được gọi là lipa (trong tiếng Slovak và tiếng Slovenia) và lípa (trong tiếng Séc). Cây đoạn cũng là loài cây huyền thoại của người Slav. Trong thế giới Chính thống giáo Slav, gỗ đoạn là loại gỗ ưa thích được dùng để làm các tượng thánh. Các tượng thánh đáng chú ý được làm thủ công của Andrei Rublev, như Chúa ba ngôi (Lòng hiếu khách của Abraham) và Đấng Cứu thế, hiện nay đang đặt trong viện bảo tàng Tretyakov tại Moskva được tạo ra từ gỗ đoạn. Gỗ đoạn được chọn là do khả năng được đánh bóng rất tốt cũng như khả năng chịu cong vênh của nó.

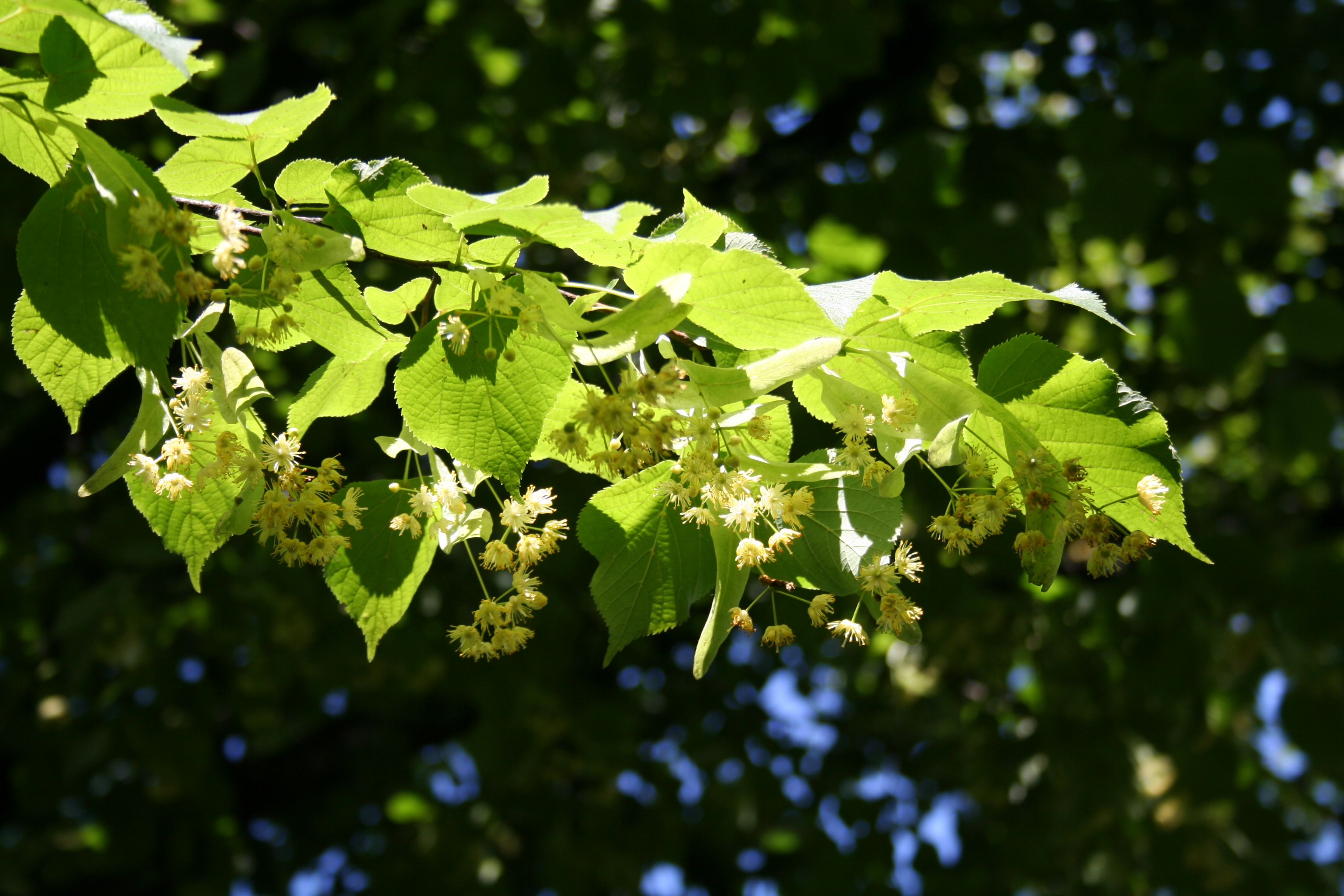
Hoa (tilia cordata)
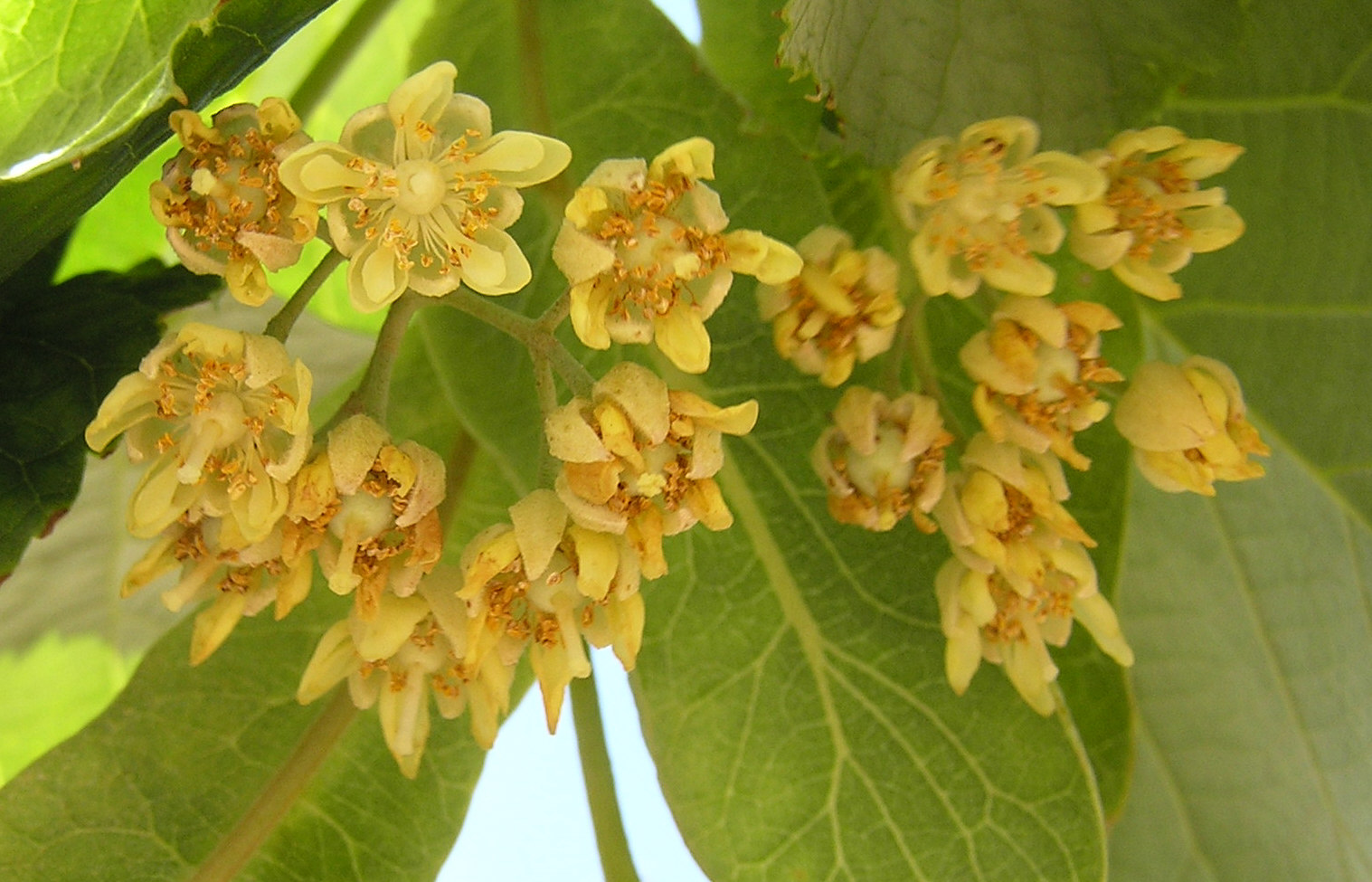
Hoa Tilia europaea (Tilia × europaea)
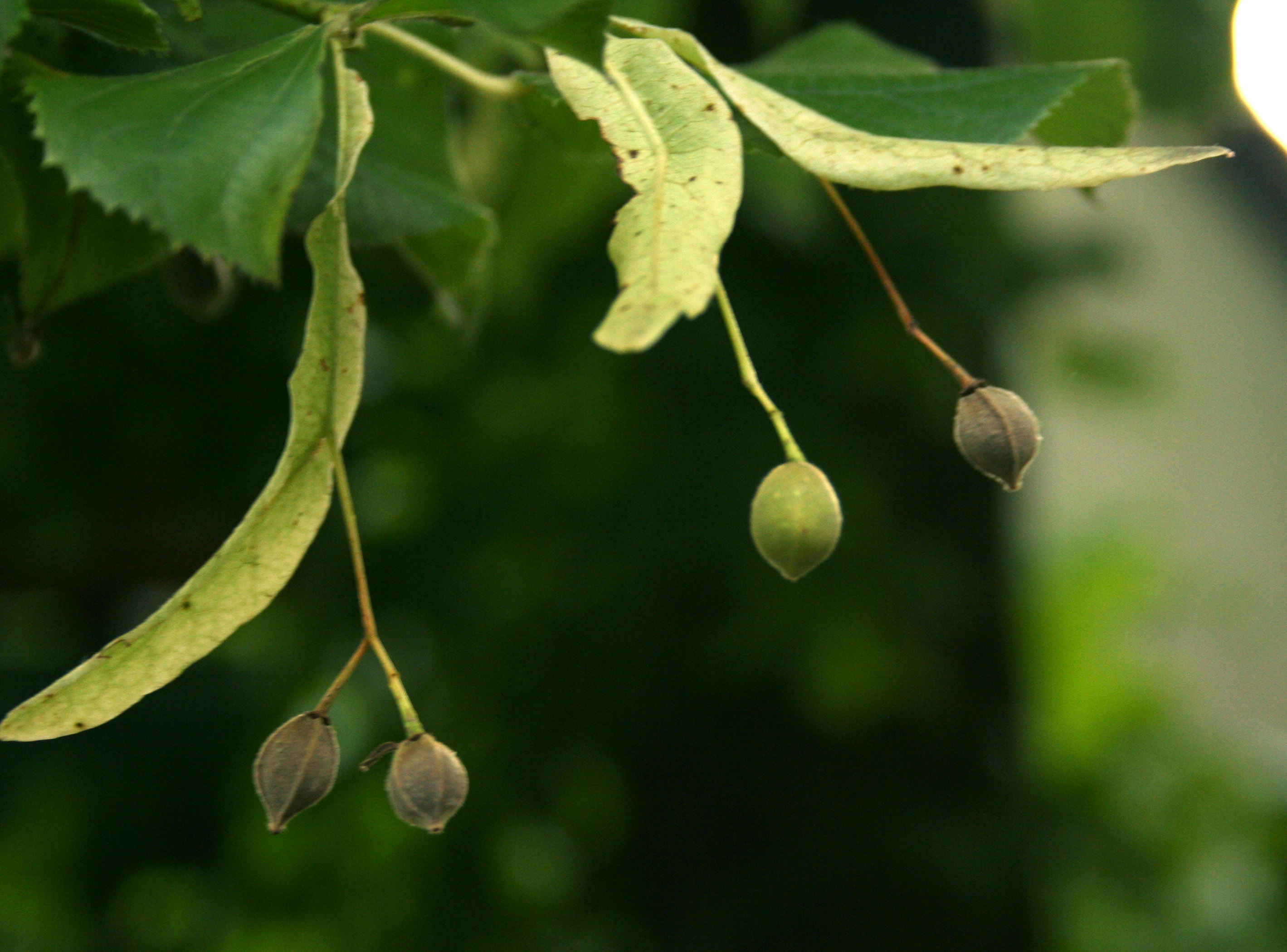
Quả
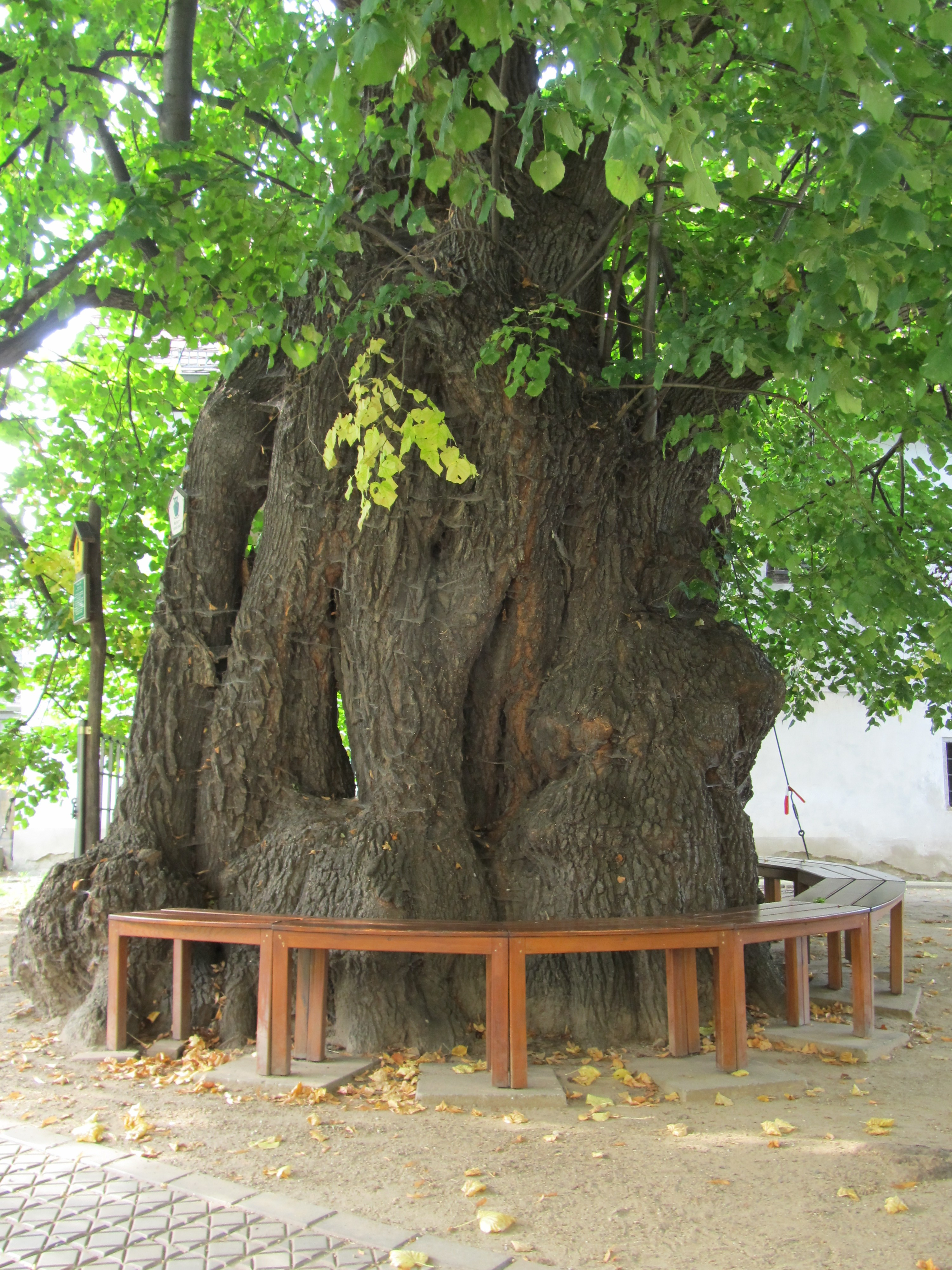
Thân cây đoạn trước Nhà thờ Emmaus ở Kaditz, Dresden, Đức, được cho là có độ tuổi 500 đến 1000 năm
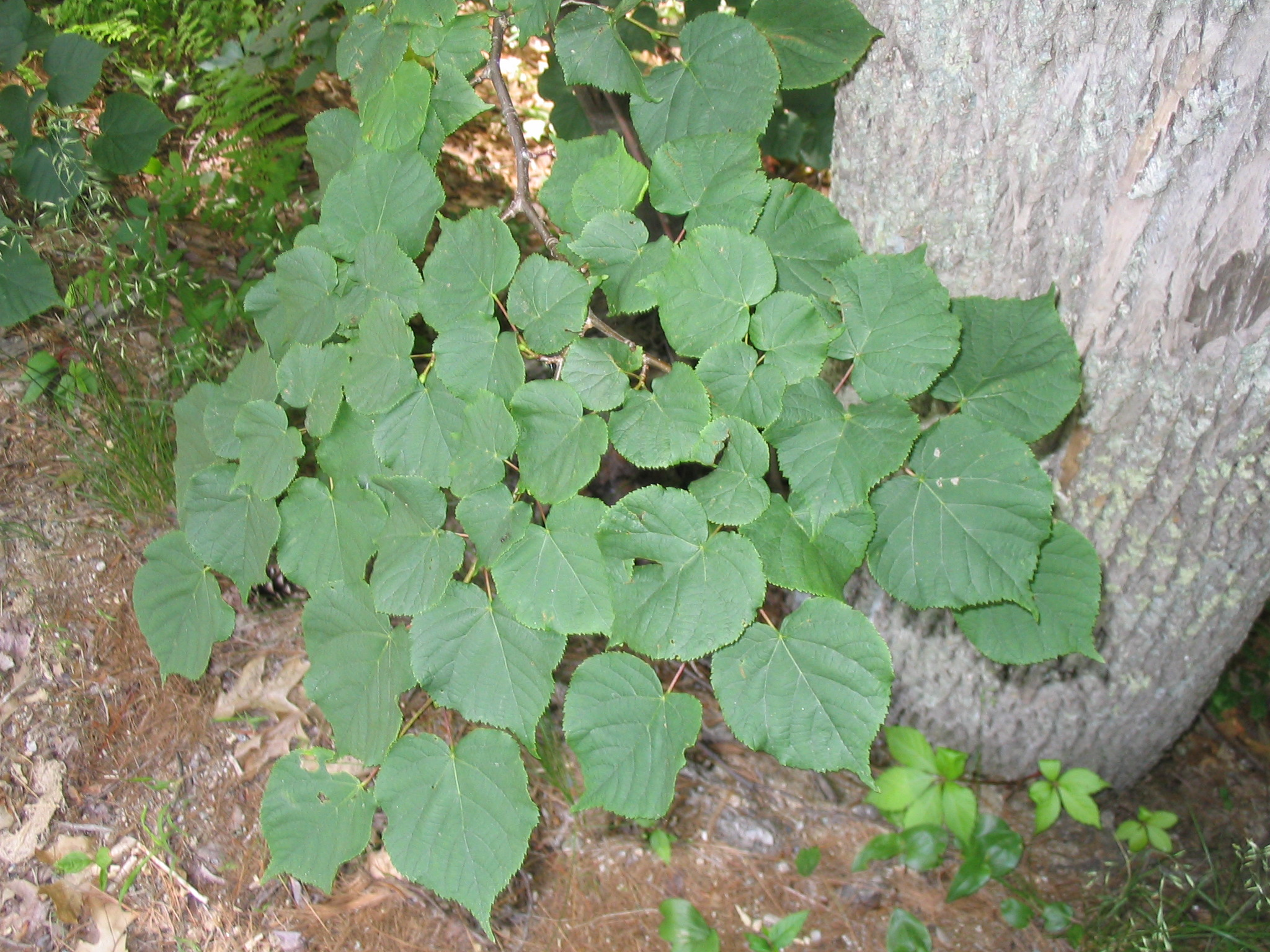
Tilia americana
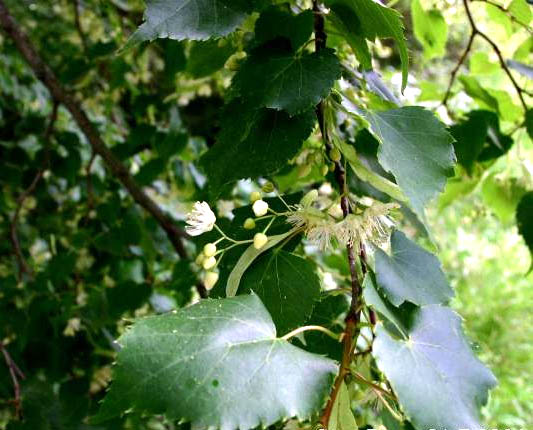
Tilia cordata
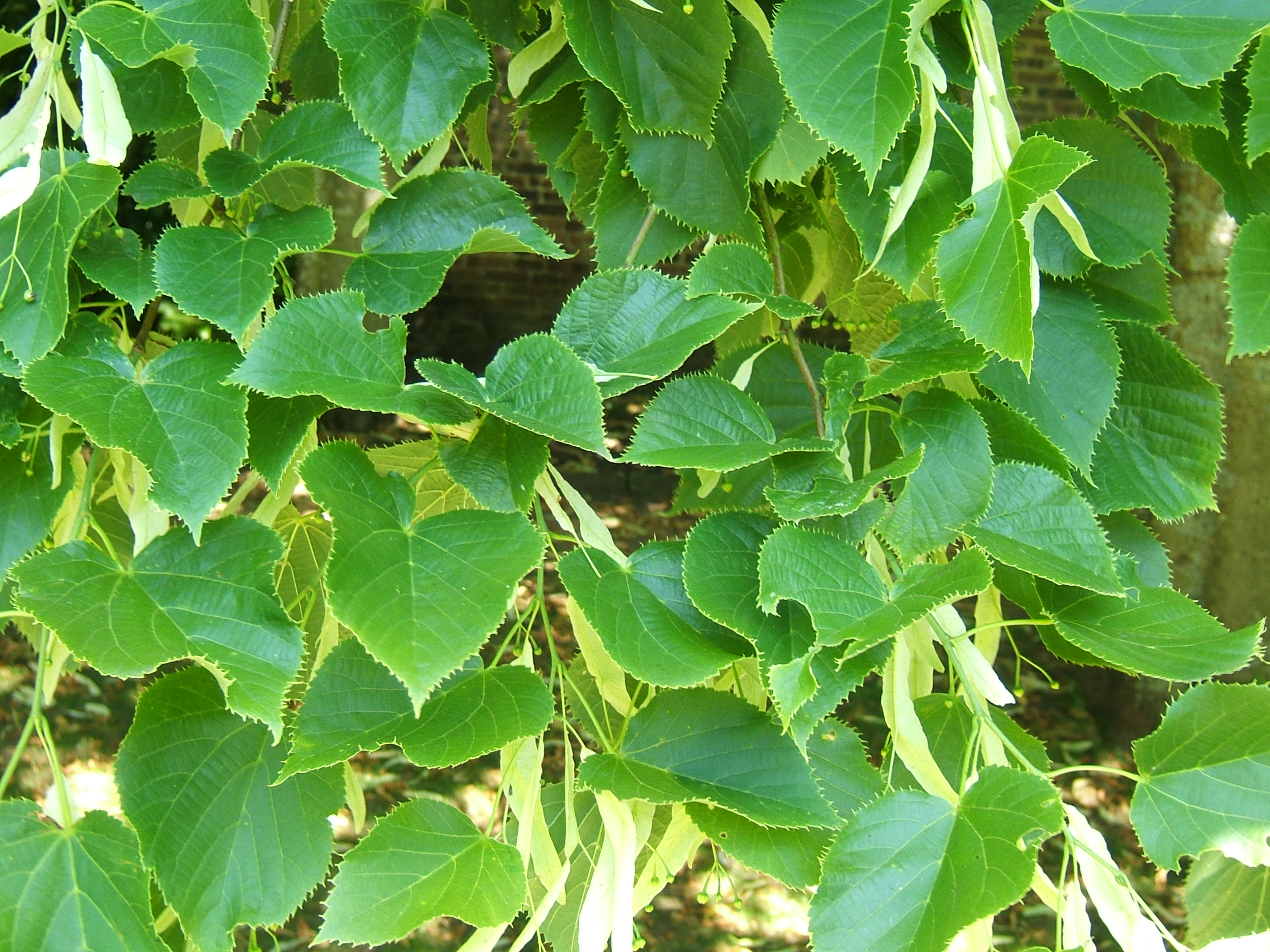
Tilia henryana
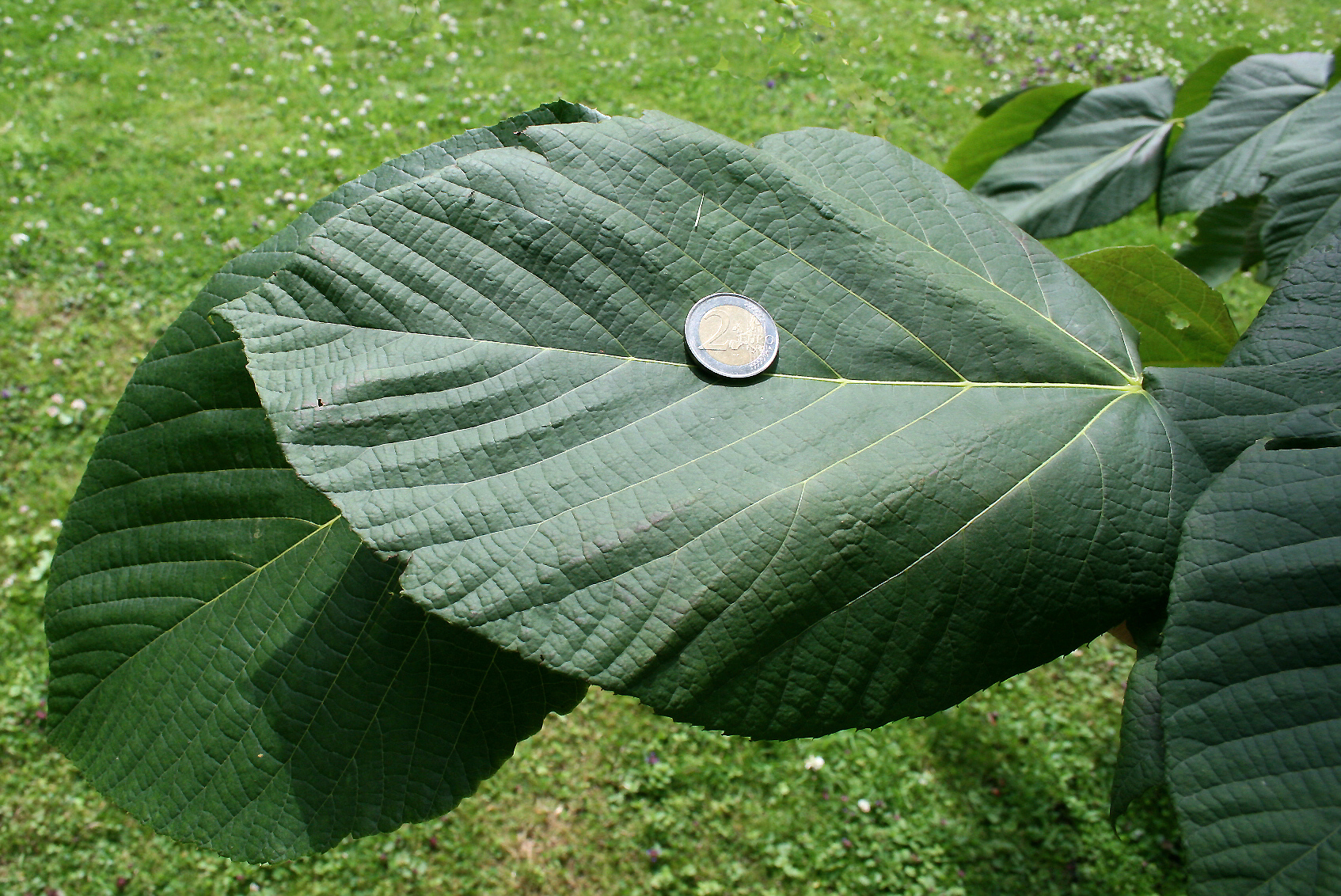
Tilia heterophylla (syn. T. monticola)
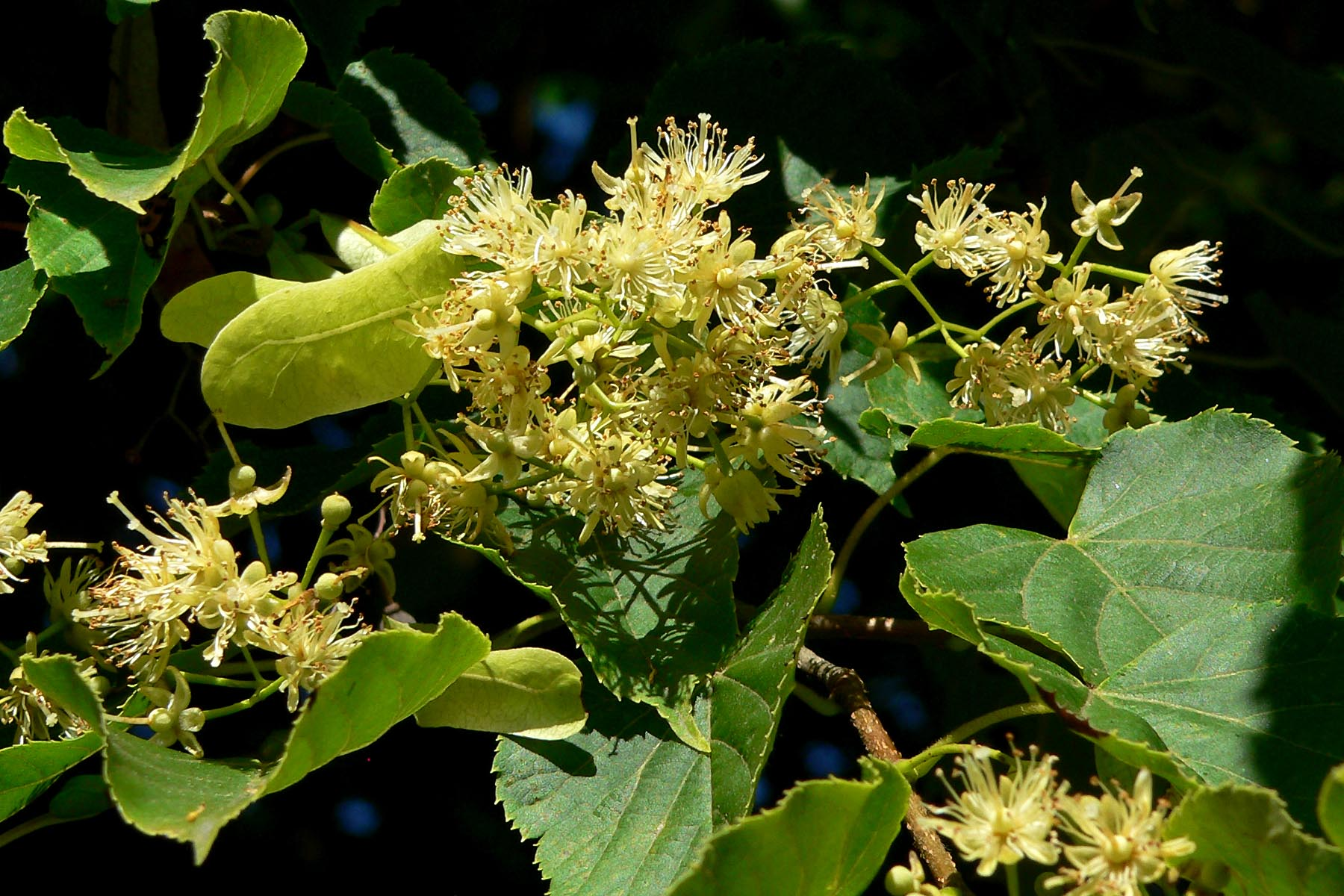
Tilia insularis
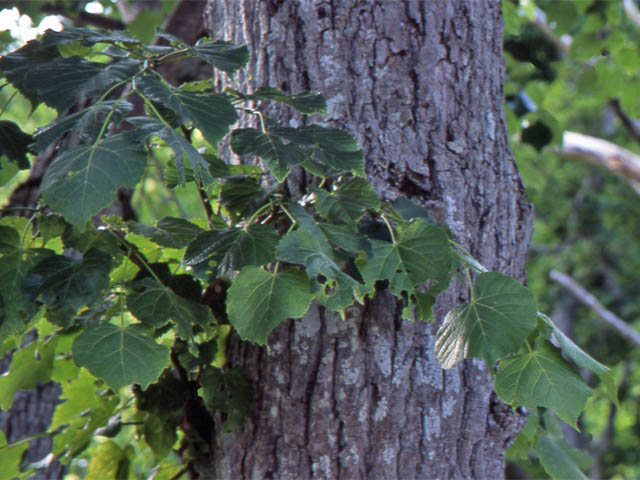
Tilia japonica
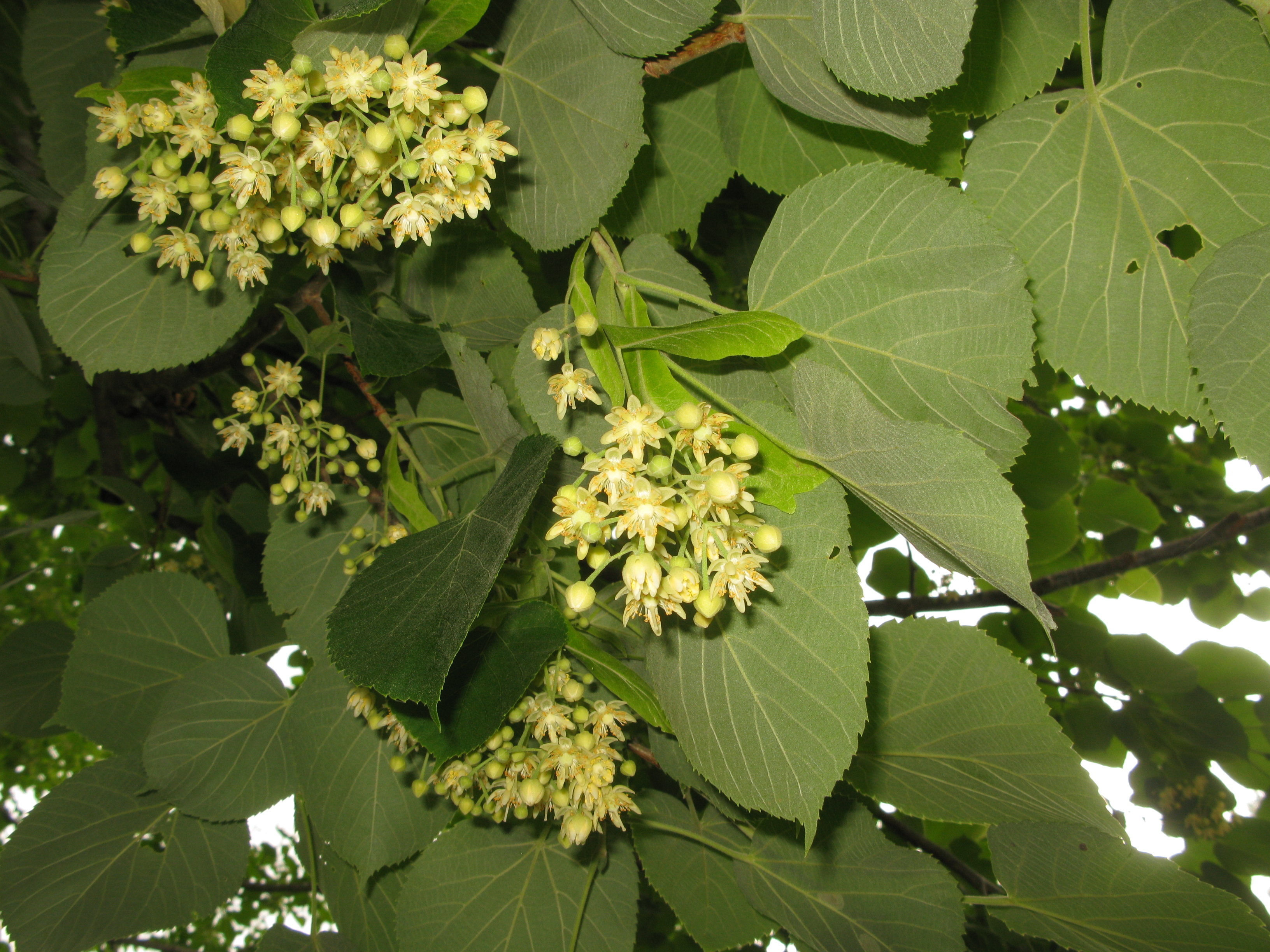
Tilia maximowicziana
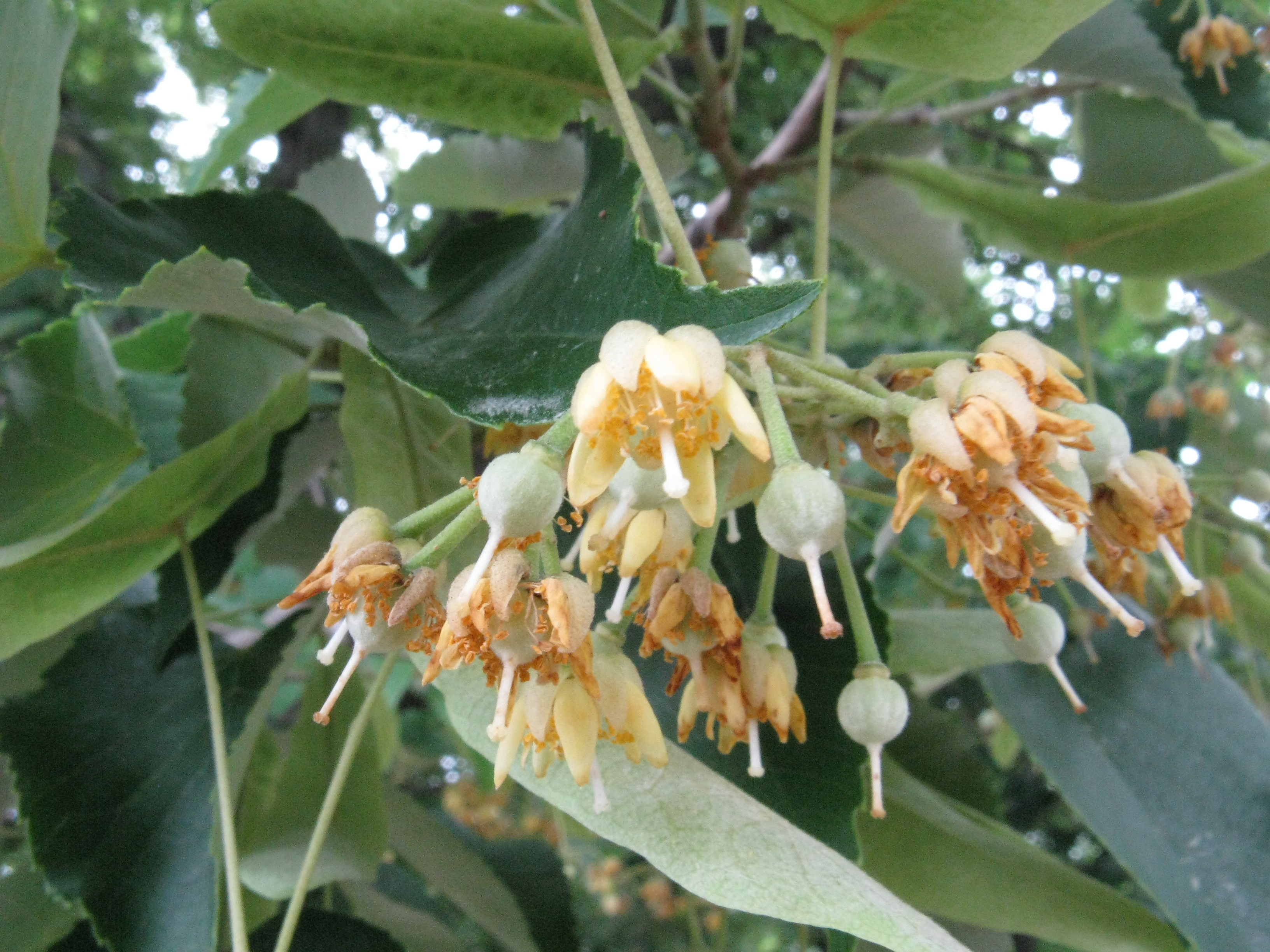
Tilia miqueliana
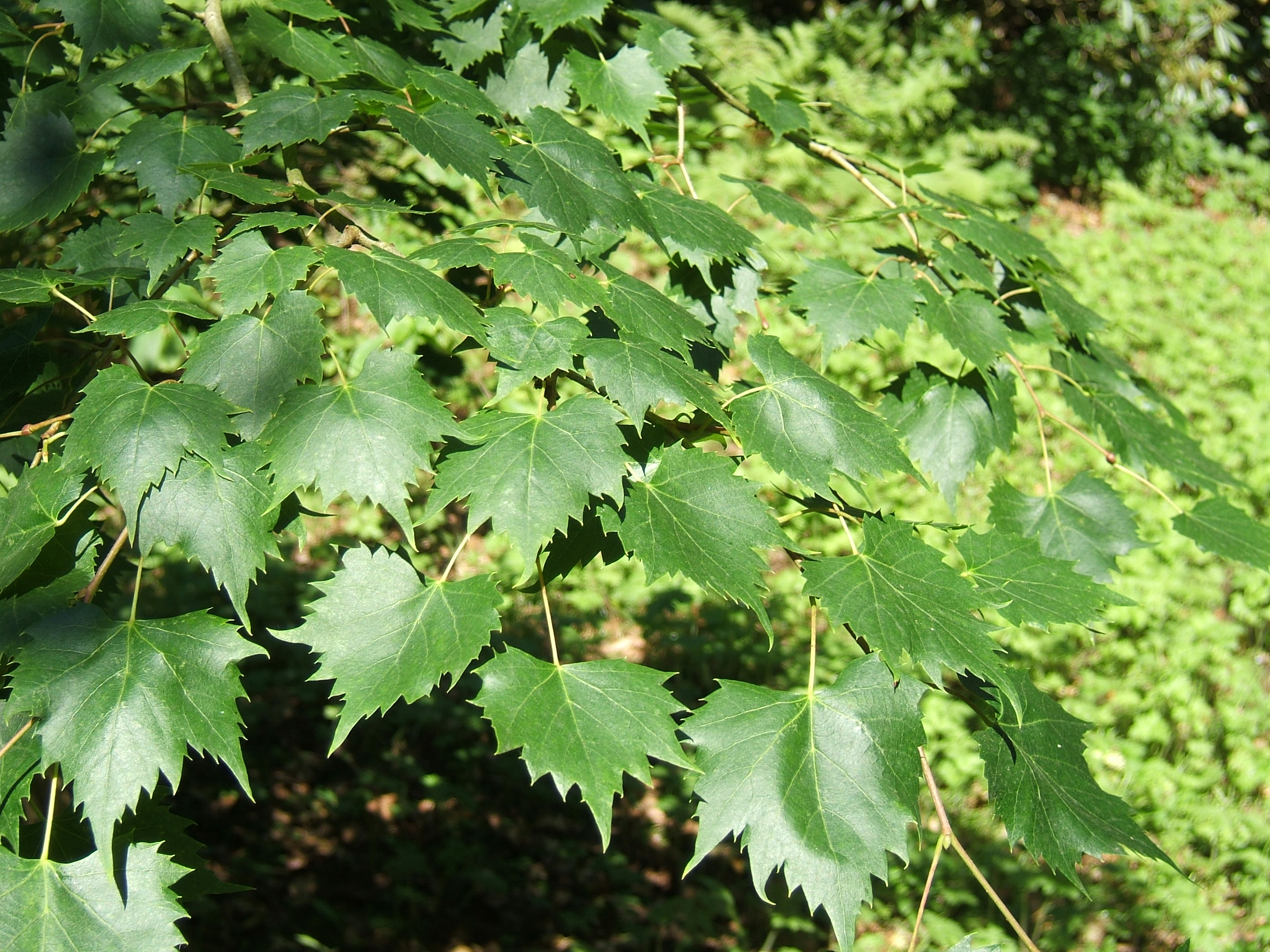
Tilia mongolica
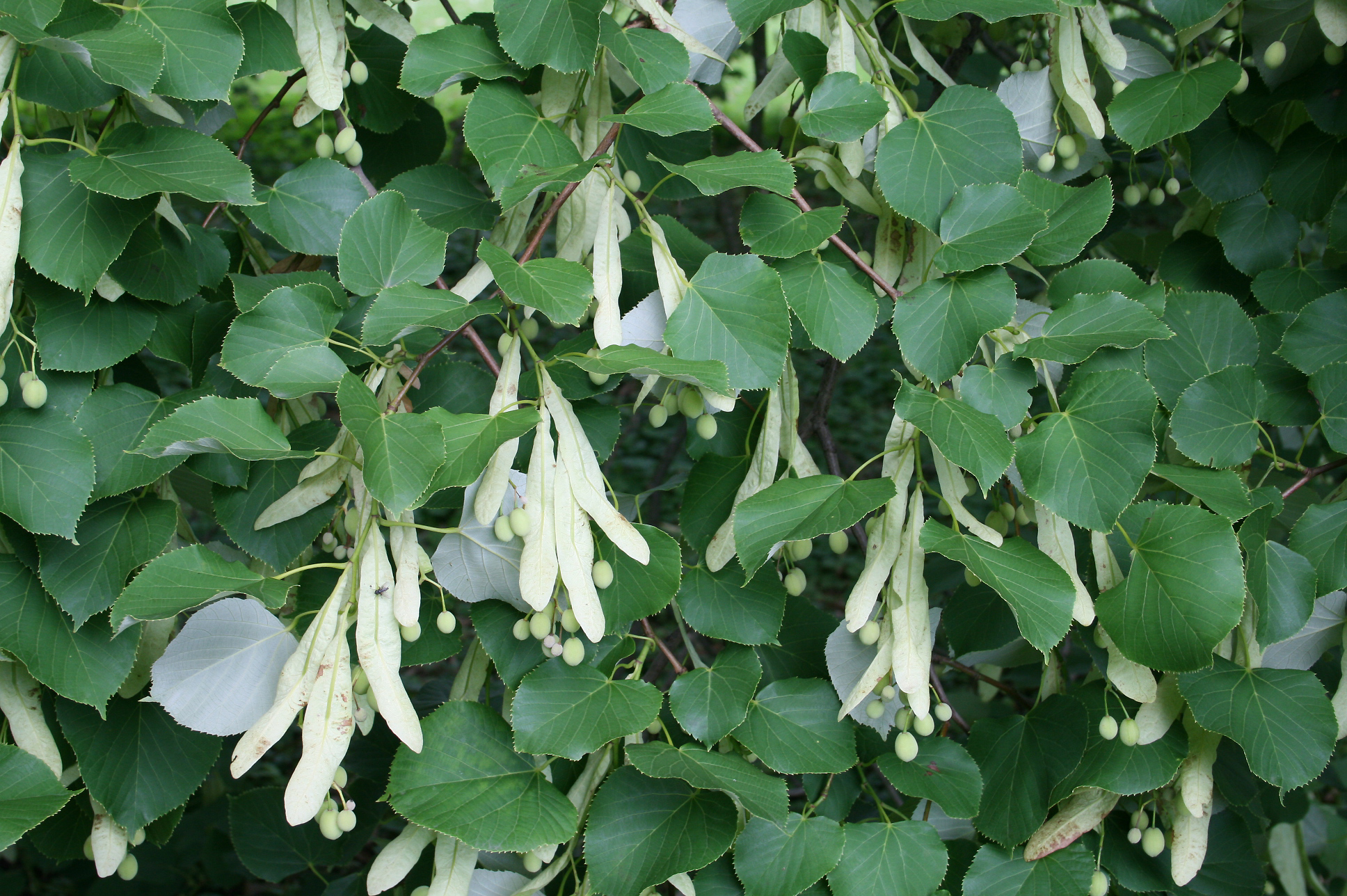
Tilia oliveri
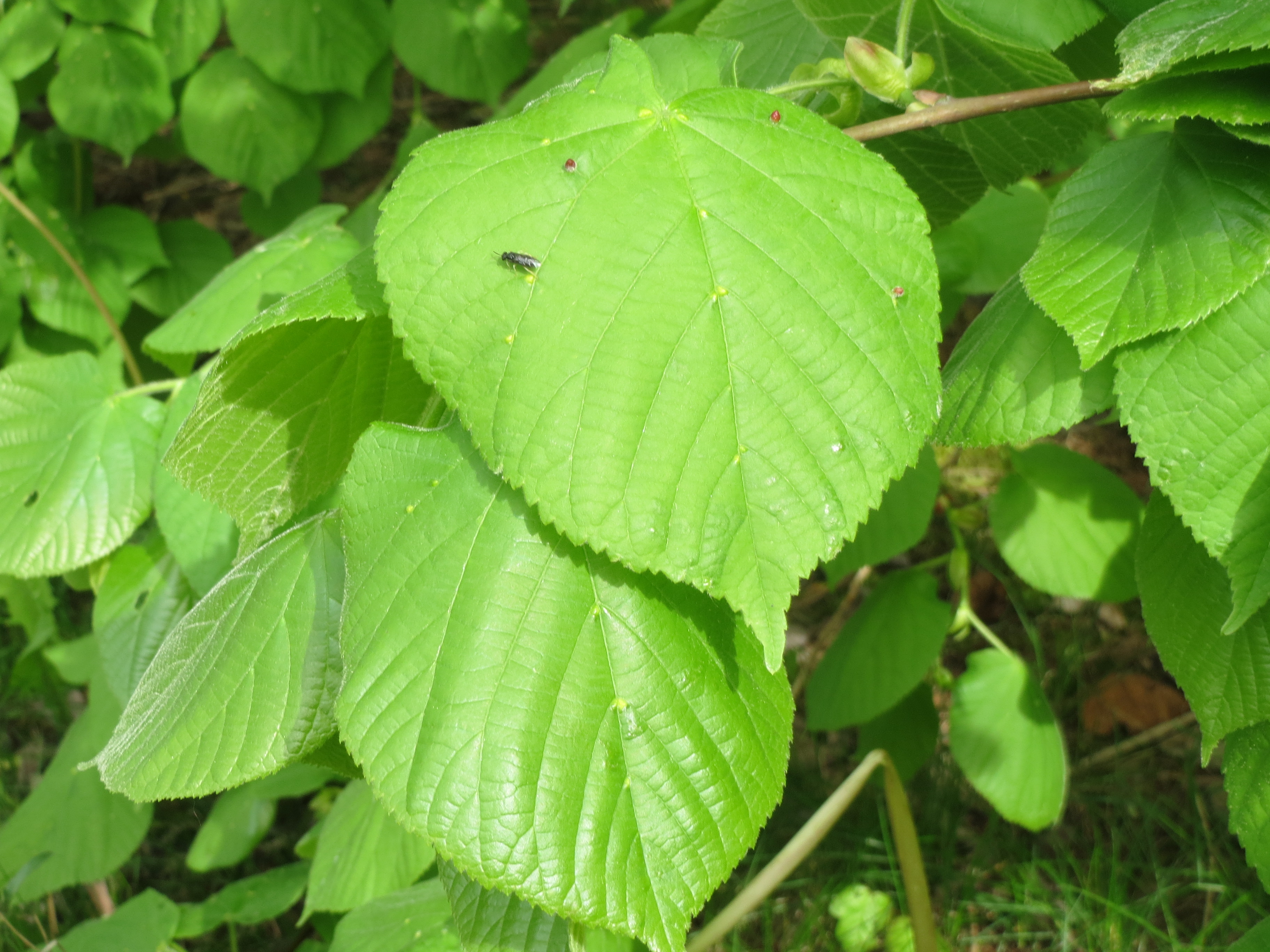
Tilia platyphyllos
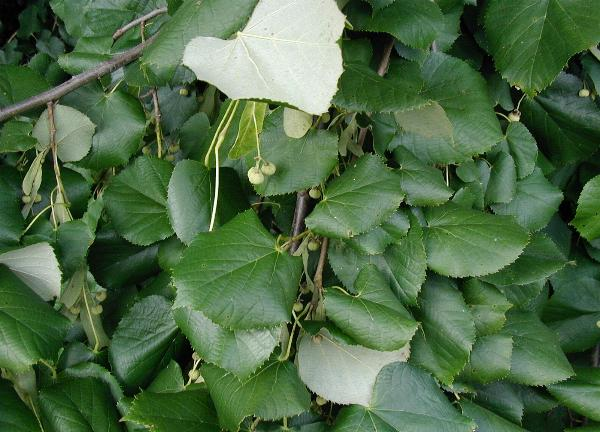
Tilia tomentosa